# シグナルトーク (ゲーム会社)
株式会社シグナルトーク（英: SignalTalk Inc.）は、東京都大田区に所在するコンピュータゲームソフト開発会社である。

## 概要
2002年に栢孝文が設立。「クリエイターの理想郷をつくる」を経営のビジョンに掲げ、クリエイターの地位向上を意識した経営を行っている。
2004年4月26日にオンライン麻雀ゲーム『Maru-Jan』の正式サービスを開始し、2017年には、運営13周年を迎え、会員数100万人を突破した。
2010年10月26日　麻雀ゲームにおける認知症予防の研究調査を開始。2011年12月5日に最高位戦日本プロ麻雀協会と提携し、最高位戦公認「オンライン麻雀プロ」の称号を獲得できる『Maru-Jan　Version15 丸雀プロリーグ』を発売。
2012年7月には、認知機能をWeb上でチェックできるサービス『脳測』を発表するなど新しい取り組みも行っている。
2015年12月17日に、日常生活の健康リスクをスコア化したアプリ『my healthy(マイヘルシー)』をリリース。
2017年11月10日　第45回日本頭痛学会総会にて「健康情報アプリによる『生活習慣と頭痛』に関するビッグデータの解析」を発表した。
2018年03月20日　ヘルスケアテックを事業推進するグループ会社、株式会社ドットテック<.Tech>を設立。
2018年04月27日　「テリトリーモンスターズ(iOS/Android)」(企画/プロデュース)をリリース。
2018年07月18日　「ダンまつま！～ダンジョンで待ってます！～(iOS/Android)」(プロデュース)をリリース。
2020年01月29日　「WorkUp AI(ワークアップAI)」(プロデュース)サービス開始。
2020年12月04日　オンライン麻雀卓「Maru-JanR」を発表した。
2021年02月04日　「FoodScore(フードスコア)」(プロデュース)サービス開始。
2021年12月02日　「Corona Lab(コロナラボ)」(プロデュース)サービス開始。
2022年12月15日　「Life Leap(ライフリープ)」(プロデュース)サービス開始。
2023年10月10日　「WorkerAI(ワーカーAI)」(プロデュース)サービス開始。
2025年02月14日　「エアロスピリッツ(iOS/Android)」(プロデュース)サービス開始。

## 主な開発タイトル
- オンライン麻雀ゲーム 「Maru-Jan」[1]
- 認知機能をチェックできるWebサービス「脳測」
- オンライン将棋ゲーム 「遊び処 ふくろふ」
- リレー小説型CGMサービス 「STORY TREE」
- 動画パズル 「eMotion Puzzle」
- お茶の木育成ゲーム 「まほうのお茶の木」
- 大回転パズル 「まわりっぱ」
- 日常生活の健康リスクをスコア化したアプリ 「my healthy(マイヘルシー)」
- 位置情報連動ゲームアプリ「テリトリーモンスターズ」
- スマートフォン向けマス型ダンジョンディフェンスRPG「ダンまつま！～ダンジョンで待ってます！～」
- AIカウンセリングWebアプリ「WorkUp AI(ワークアップAI)」
- オンライン麻雀卓「Maru-JanR」
- バーコードや原材料名から食品の「健康度」をAIが数値化「FoodScore(フードスコア)」
- 新型コロナを発症するリスクをAIが判定「Corona Lab(コロナラボ)」
- 安全性試験をクリアしたNMNをAIと共に提供「Life Leap(ライフリープ)」
- ChatGPTが苦手な長文やファイルの処理ができるAI「WorkerAI(ワーカーAI)」
- 1分でサクッと遊べるシューティングゲーム「エアロスピリッツ」